# Max Köppen (Maler)
Max Köppen, vollständig Maximilian Johann Köppen, (* 30. Oktober 1877 in München; † 11. Juli 1960 in Weilheim in Oberbayern) war ein deutscher Maler, Zeichner, Grafiker und Kunstlehrer.

## Leben
Max Köppens Vater war der aus Langwarden bei Brake an der Weser im Großherzogtum Oldenburg stammende in München niedergelassene Marine- und Historienmaler Theodor Köppen (1828–1903), verheiratet mit der Tochter eines Musiklehrers, Babetta, geborene Wieser (* 1843). Der Maler, Architekt und Entwerfer Wilhelm Köppen (1876–1917) war der ältere Bruder von Max; die Schwester Katharina (* 1881) verstarb bereits mit 26 Jahren.
Nach dem Besuch der Grundschule wechselte Max Köppen 1888 ins Münchner Maximiliansgymnasium und trat 1894 mit der Sekundarreife aus. Zum Winterhalbjahr 1894/95 schrieb er sich in der privaten Zeichenschule des Malers Heinrich Knirr ein und wechselte 1896 in die Malklasse von Franz Stuck an der Münchner Kunstakademie, in der er bis 1903 Meisterschüler war und nach seinem Abschluss für vier weitere Jahre ein Atelier nutzen konnte. Nachdem er bereits 1901 erstmals mit einer Arbeit in einer Ausstellung vertreten war, ermöglichte ihm die Verleihung des Graf-Schack-Preises eine Reise nach Italien und Spanien, von der er zahlreiche Studien zurückbrachte.
Nach kurzer Leitung einer Privatschule in Metz wurde Max Köppen 1907 zunächst Hilfslehrer, 1909 Lehrer im Rang eines Studienrats im Fach Aktzeichnen, figürliches Zeichnen und Entwerfen an der Kunstgewerbe- und Handwerkerschule Magdeburg. Diese stand unter der Leitung von Emil Thormählen; Mitarbeiter waren unter anderem die Architekten Albin Müller und Rudolf Rütschi, die Maler Paul Lang, Paul Bürck und Ferdinand Nigg sowie die Keramiker Hans und Fritz von Heider. Max Köppen war 1912 Gründungs- und Vorstandsmitglied des Künstlervereins Börde in Magdeburg. 1915 heiratete er die Magdeburgerin Dora Lindau; ein Jahr später wurde der Sohn Theodor geboren. Ab 1933 wurde er zunehmend ausgegrenzt, da er sich dem Nationalsozialismus nicht anschließen wollte und im April 1934 zwangsweise in den Ruhestand versetzt. Er und zog mit seiner Familie nach St. Georgen bei Dießen am Ammersee, später in ein eigenes Haus in der nahen Gemeinde Riederau. Sohn Theodor fiel 1941 als Soldat im Zweiten Weltkrieg.
Zu Beginn seiner Laufbahn stand er der Münchener Secession nahe, arbeitete auch für die Zeitschrift Jugend. Nach dem Ersten Weltkrieg wandte er sich der Neuen Sachlichkeit zu. Sein Spätwerk in Bayern besteht vor allem aus Landschaftsbildern sowie Gelegenheitsporträts.
Max Köppen verstarb am 11. Juli 1960 in Weilheim und wurde – wie 1973 auch seine Ehefrau Dora – auf dem Dießener Friedhof beigesetzt. Die Gemeinde Riederau ehrte den prominenten Maler mit der Benennung der Max-Köppen-Straße.

## Werke (Auswahl)
- Selbstbildnis mit Palette vor Staffelei, 1901 (Privatbesitz).
- Entwurf zu einem Glasgemälde, 1906: Nürnberg, Bayerisches Gewerbemuseum.
- Christus und Magdalena, Monumentalgemälde 1916 (Privatbesitz).
- "Verführung", farbiger Steindruck; Lithographien aus dem 1. Weltkrieg; 5 Kreidezeichnungen aus der Magdeburger Kriegsindustrie (1918); Kulturhistorisches Museum Magdeburg.
- Bildnis Bruno Lindau (Schwager), 1918, Kohlezeichnung, 40 × 31 cm (Privatbesitz).
- Der Kampf, Badende, Der Krieg, Gefangenen-Transport (farbig), Verführung (farbig), Tanz (1919); Lithographien (nach Thieme-Becker).
- Bildnis des Sohnes Theodor, Kreidezeichnung, bezeichnet: M. Köppen / 1922.
- Großmutter Lindau (Agnes Lindau-Lange, Weihnachten 1947), Kohlezeichnung, 32 × 24 cm.

## Ausstellungen (Auswahl)
- Bildnis: Internationale Kunstausstellung, München 1906 (Secession, Katalog-Nr. 104)
- Selbstporträt: Kunstverein-Ausstellung, München 1923
- Blumenstück: Landsberg, Ausstellung der Künstlergilde Landsberg und Ammersee[6]